# Bhojpur
Bhojpur (hindi: भोजपुर जिला) är ett distrikt vid Sonkanalen i delstaten Bihar i nordöstra Indien. De viktigaste grödorna i detta jordbruksdistrikt är spannmål, sockerrör och oljeväxter.
Följande samhällen finns i Bhojpur:
- Arrah (huvudort)
- Jagdīspur
- Piro
- Koelwār
- Shāhpur